# Licania membranacea
Licania membranacea är en tvåhjärtbladig växtart som beskrevs av Jean Marie Antoine de Lanessan och Paul Antoine Sagot. Licania membranacea ingår i släktet Licania och familjen Chrysobalanaceae. Inga underarter finns listade i Catalogue of Life.